# Afrothismia pachyantha
Afrothismia pachyantha là loài Thực vật thuộc họ Họ Cỏ cào cào. Đây là loài đặc hữu ở Cameroon.